# Veronica cardiocarpa
Veronica cardiocarpa är en grobladsväxtart. Veronica cardiocarpa ingår i släktet veronikor, och familjen grobladsväxter.

## Underarter
Arten delas in i följande underarter:
- V. c. cardiocarpa
- V. c. nanella